# 5313 Nunes
5313 Nunes (1982 SC2) là một tiểu hành tinh vành đai chính được phát hiện ngày 18 tháng 9 năm 1982 bởi H. Debehogne ở La Silla Observatory ở Chile.